# Trousseau de mariage
Pour les articles homonymes, voir Trousseau (homonymie).
 (juin 2024).
Le trousseau de mariage, est, depuis le XIVe siècle, le linge personnel et de maison qu’une jeune fille devait posséder en vue de son mariage.

## Historique
Dès qu’une fille naissait dans un foyer, les femmes de sa famille, puis la jeune fille elle-même, commençaient à assembler son trousseau de mariage en réalisant et confectionnant un certain nombre de pièces tissées nécessitant filature, couture et broderie. Une fois le trousseau achevé, le voisinage était convié à venir l'admirer.
Le trousseau se compose de linge de corps (culottes, bonnets, bas…), de literie (draps, taies d’oreiller, housses…) et de linge de table (nappes et serviettes…) brodées aux initiales de la mariée. Aux XVIIIe et XIXe siècles, les jeunes filles issues de famille bourgeoise exposaient leur riche trousseau au cours des noces.
En Alsace, à la naissance d'une fille, on réservait un champ de lin qui devait fournir la matière à filer puis à tisser pour faire son trousseau.  Dans un acte notarié alsacien datant de 1788, on relève cet inventaire :  six jupes en toile, quatre jupes en bombasin, deux jupes en demi-lin avec corsages en calamande de différentes couleurs, une dizaine de devantiers (= plastrons) de différentes couleurs, assortis aux corsages, quatre corsages en soie de différente qualité, deux jupons, l'un en flanelle double, l'autre en laine doublée de flanelle, six casaquins (deux en maroquin, deux en coton, deux en toile grossière) garnis de taffetas, douze tabliers noirs (quatre en coton, quatre en demi-coton, quatre en lin), une douzaine de tabliers blancs mi-chanvre, mi-lin, un châle de quatre aunes et demie, deux douzaines de chemises en chanvre et deux douzaines en lin avec manches de chanvre, douze bonnets (quatre en laine, quatre en gros de Tours, quatre en soie), quatre douzaines de mantelettes avec dentelles, une douzaine de paires de bas (six en laine, six en coton), deux paires de chaussures et deux paires de pantoufles, une douzaine et demie de draps, autant de nappes et d’essuie-mains, le tout en mi-chanvre et demi-lin, ainsi qu’une balle de chanvre de 25 livres, une balle de lin de 20 livres.
Sur le territoire de la Confédération suisse, sont réputés faire partie du trousseau de mariage les objets de ménage, les objets personnels, les moyens de transport, les cadeaux de mariage, les animaux et les réserves de mariage apportés par l’épouse.